# Premiul Saturn pentru cel mai bun film științifico-fantastic
Premiul Saturn pentru cel mai bun film științifico-fantastic (în engleză Saturn Award for Best Science Fiction Film) este acordat de Academy of Science Fiction, Fantasy and Horror Films pentru cel mai bun film în domeniul științifico-fantastic.

## Câștigători
| Ediția | An        | Film artistic                                     |
| ------ | --------- | ------------------------------------------------- |
| 1      | 1972      | Abatorul cinci                                    |
| 2      | 1973      | Hrana verde                                       |
| 3      | 1974/75   | Bătălie pe role                                   |
| 4      | 1976      | Fuga lui Logan                                    |
| 5      | 1977      | Războiul stelelor                                 |
| 6      | 1978      | Superman I                                        |
| 7      | 1979      | Alien                                             |
| 8      | 1980      | Imperiul contraatacă                              |
| 9      | 1981      | Superman II                                       |
| 10     | 1982      | E.T. Extraterestrul                               |
| 11     | 1983      | Întoarcerea lui Jedi                              |
| 12     | 1984      | Terminatorul                                      |
| 13     | 1985      | Înapoi în viitor                                  |
| 14     | 1986      | Aliens - Misiune de pedeapsă                      |
| 15     | 1987      | RoboCop                                           |
| 16     | 1988      | Nație de extratereștri                            |
| 17     | 1989/90   | Amintire totală                                   |
| 18     | 1991      | Terminatorul 2: Ziua Judecății                    |
| 19     | 1992      | Star Trek VI: Țara nedescoperită                  |
| 20     | 1993      | Jurassic Park                                     |
| 21     | 1994      | Stargate                                          |
| 22     | 1995      | Armata celor 12 maimuțe                           |
| 23     | 1996      | Ziua Independenței                                |
| 24     | 1997      | Bărbații în negru                                 |
| 25     | 1998      | Armageddon \| Orașul întunecat (împărțit)         |
| 26     | 1999      | Matrix                                            |
| 27     | 2000      | X-Men                                             |
| 28     | 2001      | Inteligență artificială                           |
| 29     | 2002      | Raport Special                                    |
| 30     | 2003      | X2: X-Men United                                  |
| 31     | 2004      | Strălucirea eternă a minții neprihănite           |
| 32     | 2005      | Războiul stelelor - Episodul III: Răzbunarea Sith |
| 33     | 2006      | Copiii tatălui                                    |
| 34     | 2007      | Monstruos                                         |
| 35     | 2008      | Iron Man                                          |
| 36     | 2009      | Avatar                                            |
| 37     | 2010      | Începutul                                         |
| 38     | 2011      | Planeta maimuțelor: Invazia                       |
| 39     | 2012      | Răzbunătorii                                      |
| 40     | 2013      | Misiune în spațiu                                 |
| 41     | 2014      | Interstellar: Călătorind prin univers             |
| 42     | 2015      | Războiul stelelor: Trezirea Forței                |
| 43     | 2016      | Rogue One: O poveste Star Wars                    |
| 44     | 2017      | Vânătorul de recompense 2049                      |
| 45     | 2018/2019 | Ready Player One: Să înceapă jocul                |
| 46     | 2019/2020 | Războiul stelelor: Ascensiunea lui Skywalker      |
| 47     | 2021/2022 | Nu!                                               |
| 48     | 2022/2023 | Avatar: Calea apei                                |

## Nominalizări

### Anii 1970
| An                                | Film                             |
| --------------------------------- | -------------------------------- |
| 1972 (1st)                        | Abatorul cinci                   |
| 1973 (2nd)                        |                                  |
| Hrana verde                       |                                  |
| Bătălia pentru planeta maimuțelor |                                  |
| Ziua delfinului                   |                                  |
| The Neptune Factor                |                                  |
| Adormitul                         |                                  |
| Beware! The Blob                  |                                  |
| Sssssss                           |                                  |
| Lumea roboților                   |                                  |
| 1974/75 (3rd)                     | Bătălie pe role                  |
| 1974/75 (3rd)                     | Un băiat și câinele său          |
| 1974/75 (3rd)                     | Neveste perfecte                 |
| 1976 (4th)                        | Fuga lui Logan                   |
| 1976 (4th)                        | Embryo                           |
| 1976 (4th)                        | Evadați din viitor               |
| 1976 (4th)                        | Dumnezeu mi-a poruncit           |
| 1976 (4th)                        | Omul care a căzut pe Pământ      |
| 1976 (4th)                        | Rețeaua                          |
| 1976 (4th)                        | Solaris (Солярис)                |
| 1977 (5th)                        | Războiul stelelor                |
| 1977 (5th)                        | Întâlnire de gradul trei         |
| 1977 (5th)                        | Sămânța demonului                |
| 1977 (5th)                        | Insula doctorului Moreau         |
| 1977 (5th)                        | Ultima strălucire a amurgului    |
| 1978 (6th)                        | Superman I                       |
| 1978 (6th)                        | Himera sau Băieții din Brazilia  |
| 1978 (6th)                        | Misiunea Capricorn Unu           |
| 1978 (6th)                        | Pisica din spațiul extraterestru |
| 1978 (6th)                        | Invazia jefuitorilor de trupuri  |
| 1979 (7th)                        | Alien                            |
| 1979 (7th)                        | Gaura neagră                     |
| 1979 (7th)                        | Moonraker                        |
| 1979 (7th)                        | Star Trek: Filmul                |
| 1979 (7th)                        | Mașina timpului                  |

### Anii 1980
| An             | Film                                      |
| -------------- | ----------------------------------------- |
| 1980 (8th)     | Imperiul contraatacă                      |
| 1980 (8th)     | Experiment periculos                      |
| 1980 (8th)     | Bătălie peste stele                       |
| 1980 (8th)     | Numărătoare inversă                       |
| 1980 (8th)     | Flash Gordon                              |
| 1981 (9th)     | Superman II                               |
| 1981 (9th)     | Evadare din New York                      |
| 1981 (9th)     | Impulsul inimii                           |
| 1981 (9th)     | Heavy Metal                               |
| 1981 (9th)     | Satelitul corupției                       |
| 1982 (10th)    | E.T. Extraterestrul                       |
| 1982 (10th)    | Vânătorul de recompense (Blade Runner)    |
| 1982 (10th)    | Specii pe cale de dispariție              |
| 1982 (10th)    | Star Trek II: Furia lui Khan              |
| 1982 (10th)    | Tron                                      |
| 1983 (11th)    | Întoarcerea lui Jedi                      |
| 1983 (11th)    | Tunetul Albastru sau Prototipul boomerang |
| 1983 (11th)    | O idee genială                            |
| 1983 (11th)    | Strange Invaders                          |
| 1983 (11th)    | Simulări de război                        |
| 1984 (12th)    | Terminatorul                              |
| 1984 (12th)    | Dune                                      |
| 1984 (12th)    | Omul din stele                            |
| 1984 (12th)    | 2010: Contactul                           |
| 1984 (12th)    | Star Trek III: În căutarea lui Spock      |
| 1985 (13th)    | Înapoi în viitor                          |
| 1985 (13th)    | Cocoon                                    |
| 1985 (13th)    | Inamicul meu                              |
| 1985 (13th)    | Mad Max 3: Cupola tunetului               |
| 1985 (13th)    | Perspectiva unei crime                    |
| 1986 (14th)    | Aliens - Misiune de pedeapsă              |
| 1986 (14th)    | Zborul navigatorului                      |
| 1986 (14th)    | Peggy Sue se mărită                       |
| 1986 (14th)    | Scurt circuit                             |
| 1986 (14th)    | Star Trek IV: Călătoria acasă             |
| 1987 (15th)    | RoboCop                                   |
| 1987 (15th)    | The Hidden                                |
| 1987 (15th)    | Călătorie fantastică (Innerspace)         |
| 1987 (15th)    | Înfruntarea secolului                     |
| 1987 (15th)    | Predator                                  |
| 1987 (15th)    | Justiția viitorului                       |
| 1988 (16th)    | Nație de extratereștri                    |
| 1988 (16th)    | Picătura                                  |
| 1988 (16th)    | Cocoon: Întoarcerea                       |
| 1988 (16th)    | Mama mea vitregă e extraterestră          |
| 1988 (16th)    | Scurtcircuit 2                            |
| 1988 (16th)    | Ei trăiesc                                |
| 1989/90 (17th) | Amintire totală                           |
| 1989/90 (17th) | Abisul                                    |
| 1989/90 (17th) | Înapoi în viitor II                       |
| 1989/90 (17th) | Înapoi în viitor III                      |
| 1989/90 (17th) | Tropăind prin istorie                     |
| 1989/90 (17th) | Dincolo de moarte                         |
| 1989/90 (17th) | Dragă, am micșorat copiii                 |
| 1989/90 (17th) | RoboCop 2                                 |
| 1989/90 (17th) | Creaturi ucigașe (Tremors)                |

### Anii 1990
| An          | Film                                                 |
| ----------- | ---------------------------------------------------- |
| 1991 (18th) | Terminatorul 2: Ziua Judecății                       |
| 1991 (18th) | Frankenstein dezlănțuit                              |
| 1991 (18th) | Dezastru în timp                                     |
| 1991 (18th) | Prayer of the Rollerboys                             |
| 1991 (18th) | Predator 2                                           |
| 1991 (18th) | Omul rachetă (The Rocketeer)                         |
| 1992 (19th) | Star Trek VI: Tărâmul nedescoperit                   |
| 1992 (19th) | Alien³ Planeta condamnaților                         |
| 1992 (19th) | Freejack                                             |
| 1992 (19th) | Dragă, am mărit copilul! sau Iubito am mărit copilul |
| 1992 (19th) | Omul care tunde iarba                                |
| 1992 (19th) | Memoriile omului invizibil                           |
| 1993 (20th) | Jurassic Park                                        |
| 1993 (20th) | Demolatorul                                          |
| 1993 (20th) | Un foc pe cer                                        |
| 1993 (20th) | Fortress                                             |
| 1993 (20th) | Man's Best Friend                                    |
| 1993 (20th) | The Meteor Man                                       |
| 1993 (20th) | RoboCop 3                                            |
| 1994 (21st) | Poarta Stelară, Univers: Aer                         |
| 1994 (21st) | Invazia                                              |
| 1994 (21st) | Evadare din Absalom                                  |
| 1994 (21st) | Păpușarii                                            |
| 1994 (21st) | Star Trek: Generații                                 |
| 1994 (21st) | Ultima bătălie                                       |
| 1994 (21st) | Răfuială dincolo de moarte (Timecop)                 |
| 1995 (22nd) | Armata celor 12 maimuțe                              |
| 1995 (22nd) | Congo                                                |
| 1995 (22nd) | Judecătorul (Judge Dredd)                            |
| 1995 (22nd) | Alerta                                               |
| 1995 (22nd) | Specii                                               |
| 1995 (22nd) | Amintiri periculoase                                 |
| 1995 (22nd) | Lumea apelor                                         |
| 1996 (23rd) | Ziua Independenței                                   |
| 1996 (23rd) | Evadare din Los Angeles                              |
| 1996 (23rd) | Insula doctorului Moreau                             |
| 1996 (23rd) | Atacul marțienilor!                                  |
| 1996 (23rd) | Teatrul misterelor                                   |
| 1996 (23rd) | Star Trek: Primul contact                            |
| 1997 (24th) | Bărbații în negru                                    |
| 1997 (24th) | Alien: Renașterea                                    |
| 1997 (24th) | Contact                                              |
| 1997 (24th) | Al cincilea element (Le Cinquième Élément)           |
| 1997 (24th) | Poștașul                                             |
| 1997 (24th) | Infanteria stelară                                   |
| 1998 (25th) | Armageddon - Sfârșitul lumii?                        |
| 1998 (25th) | Orașul întunecat                                     |
| 1998 (25th) | Impact nimicitor                                     |
| 1998 (25th) | Pierduți în spațiu                                   |
| 1998 (25th) | Star Trek: Insurecția                                |
| 1998 (25th) | Dosarele X - Înfruntă viitorul                       |
| 1999 (26th) | Matrix                                               |
| 1999 (26th) | Războiul stelelor - Episodul I: Amenințarea fantomei |
| 1999 (26th) | Etajul 13                                            |
| 1999 (26th) | eXistenZ                                             |
| 1999 (26th) | Bătălia galactică                                    |
| 1999 (26th) | Întuneric total                                      |

### Anii 2000
| An          | Film                                               |
| ----------- | -------------------------------------------------- |
| 2000 (27th) | X-Men                                              |
| 2000 (27th) | The 6th Day                                        |
| 2000 (27th) | The Cell                                           |
| 2000 (27th) | Hollow Man                                         |
| 2000 (27th) | Space Cowboys                                      |
| 2000 (27th) | Titan A.E.                                         |
| 2001 (28th) | Inteligență artificială                            |
| 2001 (28th) | Jurassic Park III                                  |
| 2001 (28th) | Lara Croft: Tomb Raider                            |
| 2001 (28th) | The One                                            |
| 2001 (28th) | Planet of the Apes                                 |
| 2001 (28th) | Vanilla Sky                                        |
| 2002 (29th) | Raport Special                                     |
| 2002 (29th) | Men in Black II                                    |
| 2002 (29th) | Signs                                              |
| 2002 (29th) | Solaris                                            |
| 2002 (29th) | Star Trek: Nemesis                                 |
| 2002 (29th) | Războiul stelelor – Episodul II: Atacul clonelor   |
| 2003 (30th) | X2                                                 |
| 2003 (30th) | Hulk                                               |
| 2003 (30th) | Lara Croft Tomb Raider: The Cradle of Life         |
| 2003 (30th) | The Matrix Revolutions                             |
| 2003 (30th) | Paycheck                                           |
| 2003 (30th) | Terminator 3: Rise of the Machines                 |
| 2004 (31st) | Strălucirea eternă a minții neprihănite            |
| 2004 (31st) | Zbor de fluture                                    |
| 2004 (31st) | Unde vei fi poimâine?                              |
| 2004 (31st) | Obsesie misterioasă                                |
| 2004 (31st) | Eu, robotul                                        |
| 2004 (31st) | Căpitanul Sky și Lumea Viitorului                  |
| 2005 (32nd) | Războiul stelelor - Episodul III: Răzbunarea Sith  |
| 2005 (32nd) | Fantastic Four                                     |
| 2005 (32nd) | The Island                                         |
| 2005 (32nd) | The Jacket                                         |
| 2005 (32nd) | Serenity                                           |
| 2005 (32nd) | War of the Worlds                                  |
| 2006 (33rd) | Copiii tatălui                                     |
| 2006 (33rd) | Déjà Vu                                            |
| 2006 (33rd) | The Fountain                                       |
| 2006 (33rd) | The Prestige                                       |
| 2006 (33rd) | V for Vendetta                                     |
| 2006 (33rd) | X-Men: The Last Stand                              |
| 2007 (34th) | Monstruos                                          |
| 2007 (34th) | Fantastic Four: Rise of the Silver Surfer          |
| 2007 (34th) | I Am Legend                                        |
| 2007 (34th) | The Last Mimzy                                     |
| 2007 (34th) | Sunshine                                           |
| 2007 (34th) | Transformers                                       |
| 2008 (35th) | Iron Man                                           |
| 2008 (35th) | Eagle Eye                                          |
| 2008 (35th) | Indiana Jones and the Kingdom of the Crystal Skull |
| 2008 (35th) | Jumper                                             |
| 2008 (35th) | The Day the Earth Stood Still                      |
| 2008 (35th) | The Incredible Hulk                                |
| 2009 (36th) | Avatar                                             |
| 2009 (36th) | Knowing                                            |
| 2009 (36th) | Moon                                               |
| 2009 (36th) | Star Trek                                          |
| 2009 (36th) | The Book of Eli                                    |
| 2009 (36th) | Transformers: Revenge of the Fallen                |
| 2009 (36th) | X-Men Origins: Wolverine                           |

### Anii 2010
| An               | Film                                         |
| ---------------- | -------------------------------------------- |
| 2010 (37th)      | Începutul                                    |
| 2010 (37th)      | Hereafter                                    |
| 2010 (37th)      | Iron Man 2                                   |
| 2010 (37th)      | Never Let Me Go                              |
| 2010 (37th)      | Splice                                       |
| 2010 (37th)      | Tron: Legacy                                 |
| 2011 (38th)      | Rise of the Planet of the Apes               |
| 2011 (38th)      | The Adjustment Bureau                        |
| 2011 (38th)      | Captain America: The First Avenger           |
| 2011 (38th)      | Limitless                                    |
| 2011 (38th)      | Super 8                                      |
| 2011 (38th)      | X-Men: First Class                           |
| 2012 (39th)      | The Avengers                                 |
| 2012 (39th)      | Chronicle                                    |
| 2012 (39th)      | Cloud Atlas                                  |
| 2012 (39th)      | The Hunger Games                             |
| 2012 (39th)      | Looper                                       |
| 2012 (39th)      | Prometheus                                   |
| 2013 (40th)      | Misiune în spațiu                            |
| 2013 (40th)      | Ender's Game                                 |
| 2013 (40th)      | The Hunger Games: Catching Fire              |
| 2013 (40th)      | Pacific Rim                                  |
| 2013 (40th)      | Riddick                                      |
| 2013 (40th)      | Star Trek Into Darkness                      |
| 2014 (41st)      | Interstellar                                 |
| 2014 (41st)      | Dawn of the Planet of the Apes               |
| 2014 (41st)      | Edge of Tomorrow                             |
| 2014 (41st)      | Godzilla                                     |
| 2014 (41st)      | The Hunger Games: Mockingjay – Part 1        |
| 2014 (41st)      | The Zero Theorem                             |
| 2015 (42nd)      | Războiul stelelor: Trezirea Forței           |
| 2015 (42nd)      | Ex Machina                                   |
| 2015 (42nd)      | Jurassic World                               |
| 2015 (42nd)      | Mad Max: Fury Road                           |
| 2015 (42nd)      | The Martian                                  |
| 2015 (42nd)      | Terminator Genisys                           |
| 2016 (43rd)      | Rogue One: O poveste Star Wars               |
| 2016 (43rd)      | Primul Contact                               |
| 2016 (43rd)      | Ziua Independenței: Renașterea               |
| 2016 (43rd)      | Midnight Special                             |
| 2016 (43rd)      | Passengers                                   |
| 2016 (43rd)      | Star Trek Beyond                             |
| 2017 (44th)      | Blade Runner 2049                            |
| 2017 (44th)      | Alien: Covenant                              |
| 2017 (44th)      | Life                                         |
| 2017 (44th)      | Războiul stelelor: Ultimii Jedi              |
| 2017 (44th)      | Valerian și orașul celor o mie de planete    |
| 2017 (44th)      | Planeta Maimuțelor: Războiul                 |
| 2018/2019 (45th) | Ready Player One                             |
| 2018/2019 (45th) | Alita: Battle Angel                          |
| 2018/2019 (45th) | Bumblebee                                    |
| 2018/2019 (45th) | Jurassic World: Fallen Kingdom               |
| 2018/2019 (45th) | Solo: O poveste Star Wars                    |
| 2018/2019 (45th) | Sorry to Bother You                          |
| 2018/2019 (45th) | Upgrade                                      |
| 2019/2020 (46th) | Războiul stelelor: Ascensiunea lui Skywalker |
| 2019/2020 (46th) | Ad Astra                                     |
| 2019/2020 (46th) | Gemini Man                                   |
| 2019/2020 (46th) | Lucy in the Sky                              |
| 2019/2020 (46th) | Tenet                                        |
| 2019/2020 (46th) | Terminator: Destin întunecat                 |

### Anii 2020
| An               | Film                                               |
| ---------------- | -------------------------------------------------- |
| 2021/2022 (50th) | Nu!                                                |
| 2021/2022 (50th) | Crimes of the Future                               |
| 2021/2022 (50th) | Dune                                               |
| 2021/2022 (50th) | Eliberează-l pe Guy                                |
| 2021/2022 (50th) | Godzilla vs. Kong                                  |
| 2021/2022 (50th) | Jurassic World Dominion                            |
| 2022/2023 (51st) | Avatar: Calea apei                                 |
| 2022/2023 (51st) | The Creator                                        |
| 2022/2023 (51st) | M3GAN                                              |
| 2022/2023 (51st) | Prey                                               |
| 2022/2023 (51st) | Transformers: Rise of the Beasts                   |
| 2023/2024 (52nd) | Dune: Partea II                                    |
| 2023/2024 (52nd) | Furiosa: A Mad Max Saga                            |
| 2023/2024 (52nd) | The Hunger Games: The Ballad of Songbirds & Snakes |
| 2023/2024 (52nd) | Kingdom of the Planet of the Apes                  |
| 2023/2024 (52nd) | Megalopolis                                        |
| 2023/2024 (52nd) | Venom: The Last Dance                              |